# Барања (жупанија)
Барањска жупанија (мађ. Baranya megye) је једна од прекодунавских жупанија, налази се у јужној прекодунавској регији Мађарске и њен је најјужнији део. Седиште жупаније је у граду Печују.

## Природне одлике
Барањска жупанија је најјужнија жупанија Мађарске, на самој граници са Хрватском, од које је значајним делом дели река Драва. Источна граница жупаније је махом река Дунав. Са друге две стране дели земљану границу са жупанијама Шомођ и Бач-Кишкун.
Рељеф: Северни део жупаније је брдовити са пошумљен и тај предео заузимају Мечек планине (Mecsek-hegység). Средишњи део жупаније деле барањски брежуљци и Вилањско горје (Villányi-hegység), познати по виноградарству. Источни и јужни део жупаније је равничарски, са свим одликама Панонске низије. Највиша тачка жупаније је врх Зенге (Zengő), који се налази на Мечеку и висок је 682 m. Ово је уједно и највиши планине.
Барања је богата минералима и термалним водама, па се 98% угља у Мађарској вади у овој жупанији.
Клима у Барањи је умерено континентална.
Воде: Најважнији водотоци су реке Дунав и Драва, који су ободни и чине границу жупаније. Сви остали водотоци су мали и њихове су притоке. Око Мохача има доста мочвара (Карапанџа).

## Историја
Подручје Барање је настањено још од античких дана. Пре мађарских освајања ових предела (895), ту су живели Словени. Свети Стефан је утемељио седиште епископије у Барањи на почетку другог миленијума.
Барању су турци заузели 1526.. Током овог раздобља Печуј се наметнуо као значајно средиште отоманске власти у Панонији. Барања је поново је дошла под власт Мађарске 1689. године. Границе су остале непромењене све до 1919. године. После Тријанонског споразума јужни део (1163 km²) је прешло у састав Краљевине Срба, Хрвата и Словенаца (данашња околина Белог Манастира).

## Становништво
Барања је, по попису из 2001. године, имала 407.448 становника, да би по попису 2011. године имала за око 5% мање становника, тачније 386.441.
У Барањи становништво живи у значајном броју у насељима до 500 становника или мање. Седиште жупаније, Печуј, је један од пет највећих градова Мађарске. Скоро половина укупног становништва жупаније живи у Печују или околини, док 22% популације живи у местима са мање од 1.000 становника. Отуда је и велики број насељених места у овој жупанији.
Етнички састав Од свих жупанија у Мађарској она има највише националних мањина (посебно Немаца). Од тога:
- Мађари = 92,19%
- Немци = 5,58%
- Роми = 2,61%
- Хрвати = 1,79%

У овој жупанији живе 34% немачког и 32% јужнословенског становништва Мађарске.

## Подручна подела
Жупанија Барања има 1 градски округ, 13 градова, 3 велика села и 284 села. Има 301 општина.

### Срезови у Барањаској жупанији
Срезови у Барањској жупанији са основним статистичким подацима:
| Име среза          | Седиште    | Површина (km²) | Број становника (1. јануар 2007) | Број насеља    |
| ------------------ | ---------- | -------------- | -------------------------------- | -------------- |
| Бољски срез        | Бољ        | align=center   | align=center                     | align=center\| |
| Комлошки срез      | Комло      | 314,60         | 40.602                           | 19             |
| Мохачки срез       | Мохач      | 846,29         | 50.884                           | 43             |
| Печујски срез      | Печуј      | 570,83         | 184.936                          | 39             |
| Печварадски срез   | Печварад   | 258,49         | 12.849                           | 19             |
| Сентлеринцски срез | Сентлеринц | 270,29         | 15.447                           | 20             |
| Сигетварски срез   | Сигетвар   | 668,91         | 27.062                           | 46             |
| Шашдски срез       | Шашд       | 383,87         | 14.731                           | 27             |
| Шељски срез        | Шеље       | 463,33         | 14.072                           | 35             |
| Шиклошки срез      | Шиклош     | 652,99         | 37.632                           | 53             |

### Локална самоуправа
Срески градови:
- Печуј (седиште жупаније)

Градови-општине:
закошеним текстом су написана оригинална имена на мађарском језику
- Виљан
- Бољ
- Козармишлењ
- Комло
- Магоч
- Мохач
- Печварад
- Сентлеринц
- Сигет
- Харкањ
- Шашд
- Шеље
- Шиклош

### Села
| - Абалигет ; - Адорјаш ; - Алмамелек ; - Алмашкерестур ; - Алшомочолад ; - Алшосентмартон ; - Апатварашд ; - Арањошгадањ ; - Аг ; - Ата ; - Бабарц ; - Бабарцселеш ; - Бакоња ; - Бакоца ; - Бакша ; - Барањахидвег ; - Барањајене ; - Барањасентђерђ ; - Башал ; - Банфа ; - Бар ; - Белвардђула ; - Бреме ; - Беркешд ; - Бешенце ; - Безедек ; - Бичерд ; - Бикал ; - Бирјан ; - Бише ; - Бода ; - Бодољабер ; - Богад ; - Богадминдсент ; - Богдаша ; - Болдогасоњфа ; - Борјад ; - Бошта ; - Боћкапетерд ; - Бикешд ; - Бириш ; - Вајсло ; - Варга ; - Варад ; - Вашарошбец ; - Вашарошдомбо ; - Васнок ; - Вејти ; - Велењ ; - Вершенд ; - Векењ ; - Веменд ; - Вилањкевежд ; - Вокањ ; - Гаре ; - Герде ; - Герењеш ; - Герешдлак ; | - Гилванфа ; - Гордиша ; - Гедре ; - Герчењ ; - Српски Гарчин ; - Денчхаза ; - Дињеберки ; - Диошвисло ; - Дравачехи ; - Дравачепељ ; - Дравафок ; - Драваивањи ; - Дравакерестур ; - Дравапалкоња ; - Дравапишки ; - Дравасаболч ; - Дравасердахељ ; - Дравастара ; - Сечуј ; - Ђод ; - Ђенђфа ; - Ђенђешмелек ; - Егераг ; - Еђхазашхарасти ; - Српски Козар ; - Еленд ; - Ендрец ; - Ердешмарок ; - Српска Мечка ; - Ержебет ; - Залата ; - Задор ; - Зенгеваркоњ ; - Зок ; - Ибафа ; - Илочац ; - Ипачфа ; - Иванбаћан ; - Ивандарда ; - Качота ; - Катадфа ; - Какич ; - Карас ; - Кашад ; - Катољ ; - Кемше ; - Кеси ; - Кекешд ; - Кемеш ; - Кетујфалу ; - Кирајеђхаза ; - Кишасоњфа ; - Кишбестерце ; - Мали Будмир ; - Кишдер ; - Кишдобса ; - Кишхајмаш ; | - Кишхаршањ ; - Кишхеренд ; - Кишјакобфалва ; - Кишкаша ; - Кишлипо ; - Кишњарад ; - Кишсентмартон ; - Киштамаши ; - Киштаполца ; - Киштотфалу ; - Кишвасар ; - Ковачхида ; - Ковачсенаја ; - Корош ; - Кеблењ ; - Кекењ ; - Келкед ; - Кевагоселеш ; - Кеваготетеш ; - Лапанча ; - Ланчуг ; - Лигет ; - Липово ; - Литоба ; - Лотхард ; - Ловасхетењ ; - Лужок ; - Мађарбоја ; - Мађарегређ ; - Мађархертеленд ; - Мађарлукафа ; - Мађармечке ; - Мађаршарлош ; - Мађарсек ; - Мађартелек ; - Мајиш ; - Мараза ; - Маркоц ; - Мароча ; - Мартонфа ; - Маћ ; - Манфа ; - Марфа ; - Маријакеменд ; - Марок ; - Маза ; - Мечекнадажд ; - Мечекпелешке ; - Мекењеш ; - Мерење ; - Мезед ; - Миндсентгодиша ; - Молвањ ; - Моњород ; - Можго ; - Велики Будмир ; - Нађчањ ; | - Нађдобса ; - Нађхајмаш ; - Нађхаршањ ; - Нађкозар ; - Нађњарад ; - Нађпал ; - Нађпетерд ; - Нађтотфалу ; - Нађваћ ; - Немешке ; - Њуготсентержебет ; - Окораг ; - Окорвелђ ; - Олас ; - Олд ; - Орфи ; - Оросло ; - Обања ; - Очард ; - Офалу ; - Оздфалу ; - Пале ; - Палкоња ; - Палотабожок ; - Патапоклоши ; - Папрад ; - Печбагота ; - Печдевечер ; - Удварац ; - Пелерд ; - Перекед ; - Петерд ; - Петенд ; - Пишко ; - Погањ ; - Поча ; - Радфалва ; - Регење ; - Ромоња ; - Рожафа ; - Сабадсенткираљ ; - Салка ; - Саланта ; - Салатнак ; - Сапорца ; - Сава ; - Сађ ; - Сарас ; - Сасвар ; - Себењ ; - Седеркењ ; - Селе ; - Семељ ; - Сентденеш ; - Сентегат ; - Сенткаталин ; - Сентласло ; | - Секељсабар ; - Силађ ; - Силваш ; - Секе ; - Секед ; - Серењ ; - Сулиман ; - Сир ; - Тарош ; - Теклафалу ; - Тенгери ; - Текеш ; - Тешенфа ; - Тешењ ; - Тормаш ; - Тофи ; - Тотсентђерђ ; - Српски Титош ; - Туроњ ; - Удвар ; - Ујпетре ; - Фазекашбода ; - Фекед ; - Фелшеегерсег ; - Фелшесентмартон ; - Хашађ ; - Хеђхатмароц ; - Хеђсентмартон ; - Хелешфа ; - Хетвехељ ; - Српски Хидош ; - Хирич ; - Химешхаза ; - Хобол ; - Хоморуд ; - Хорватхертеленд ; - Хосухетењ ; - Хустот ; - Цун ; - Чарнота ; - Чањосро ; - Чебењ ; - Черди ; - Черкут ; - Черте ; - Чонкаминдсент ; - Шамод ; - Шарок ; - Шаторхељ ; - Шиклошбодоњ ; - Шиклошнађфалу ; - Шумберак ; - Шомођапати ; - Шомођхатван ; - Шомођхаршађ ; - Шомођвисло ; - Шошвертике ; - Шумоњ ; |

 означене општине су „велика“ села.

## Галерија
- Палата Мечекнадашд
- Палата Сентегет-Бидерман
- Мечек планине
- Брда на североистоку Барање